# Louise Adélaïde Desnos
Pour les articles homonymes, voir Desnos.
Louise Adélaïde Desnos ou Louise Desnos, née Louise Robin le 25 août 1807 à Paris et morte le 9 septembre 1878 à Abbeville (Somme), est une artiste peintre française.

## Œuvres

### Collections publiques
États-Unis
- New York, New-York Historical Society
  - Mrs. Adam H. Todd (1819-1850) (Elizabeth Penfold Berrien), 1841, huile sur toile, 100,3 × 80,6 cm (avec cadre), 1966.33[2].

France
- Paris 
  - bibliothèque-musée de l'Opéra
    - Portrait de Lucien Petipa, 1849, huile sur toile, 70,5 × 57 cm, MUSEE-223[3].
    - Portrait de Marie Battu, 1860, huile sur toile, 73 × 59,5 cm, MUSEE-648[4].
    - Portrait de Marie Battu, 1877, huile sur toile, 81 × 54,5 cm, MUSEE-568[5].

  - musée Carnavalet
    - Portrait d'Emma Destailleur (1807-1879), épouse de Jean Victor Le Roux de Lincy (sic pour Antoine Le Roux de Lincy), 1831, huile sur toile, 80 × 63 cm, P2871[6].
    - Portrait de Juliette Destailleur (1812-1892), épouse de Romain de Bourge, en robe de deuil, 1846, huile sur toile, 90 × 71 cm, P2872[7].

### Galerie d'images

Œuvres de Louise Adélaïde Desnos
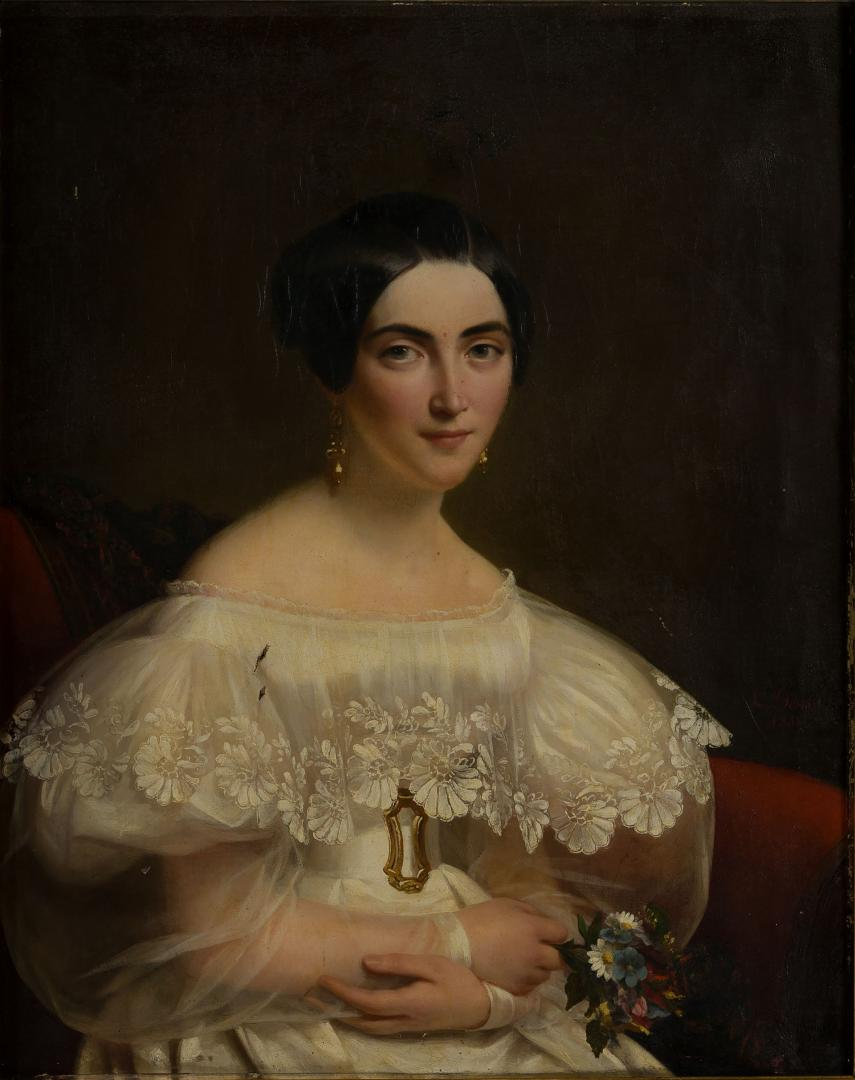
Emma Destailleur, épouse d'Antoine Le Roux de Lincy, 1831 musée Carnavalet
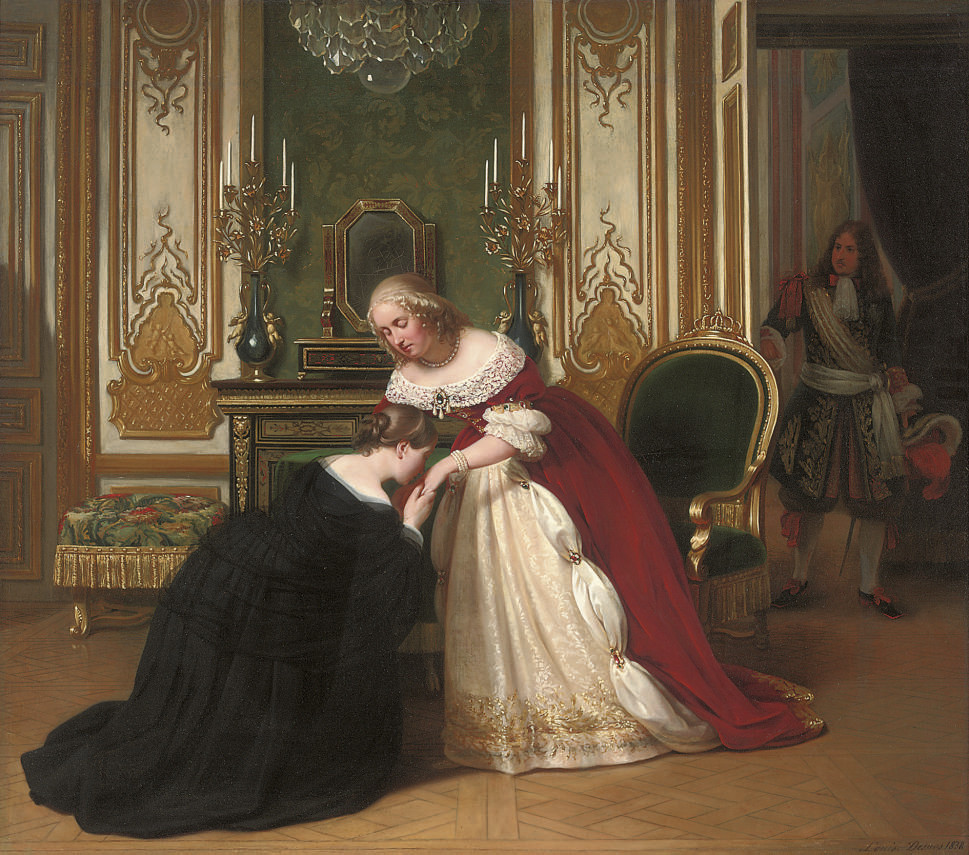
Madame de La Vallière implore le pardon de la reine avant d'entrer au couvent, Salon de 1838
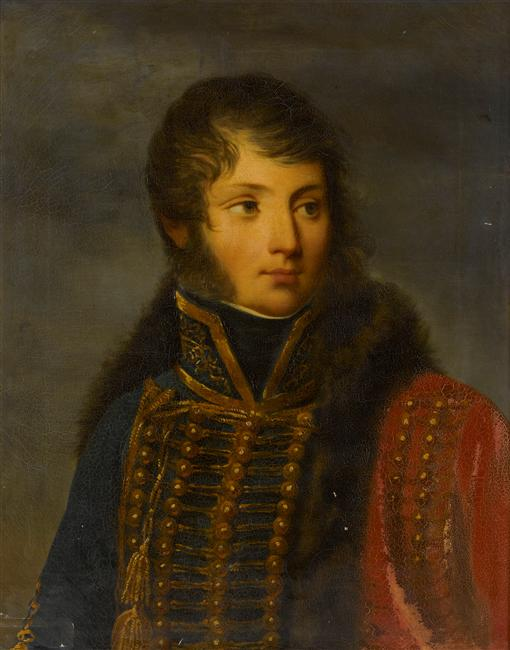
Jean-Léonard-François, comte Le Marois, général de division (1841), Paris, musée de l'Armée.
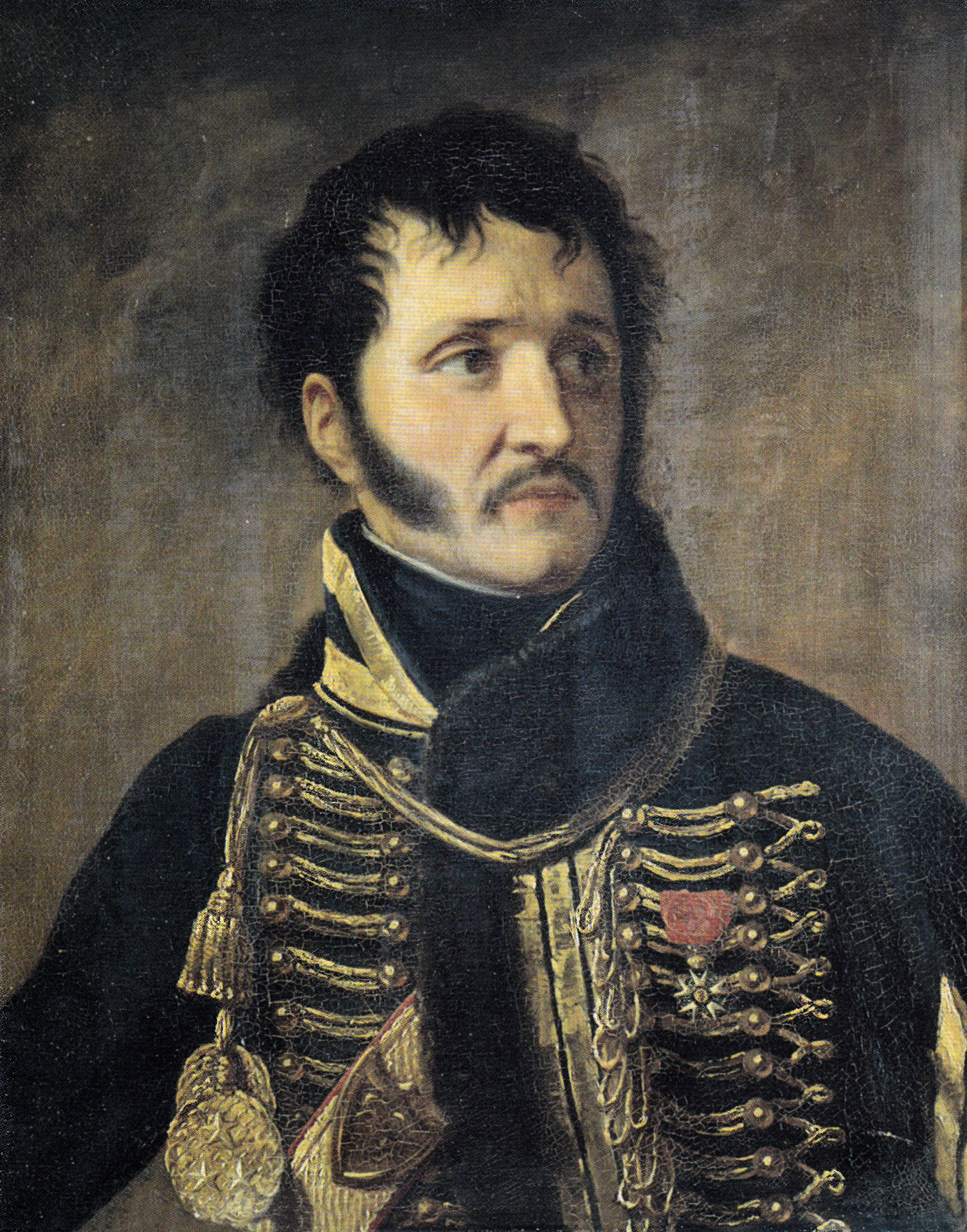
Le général Jean-Baptiste Delanne-Franceschi (1842), Paris, musée de l'Armée.
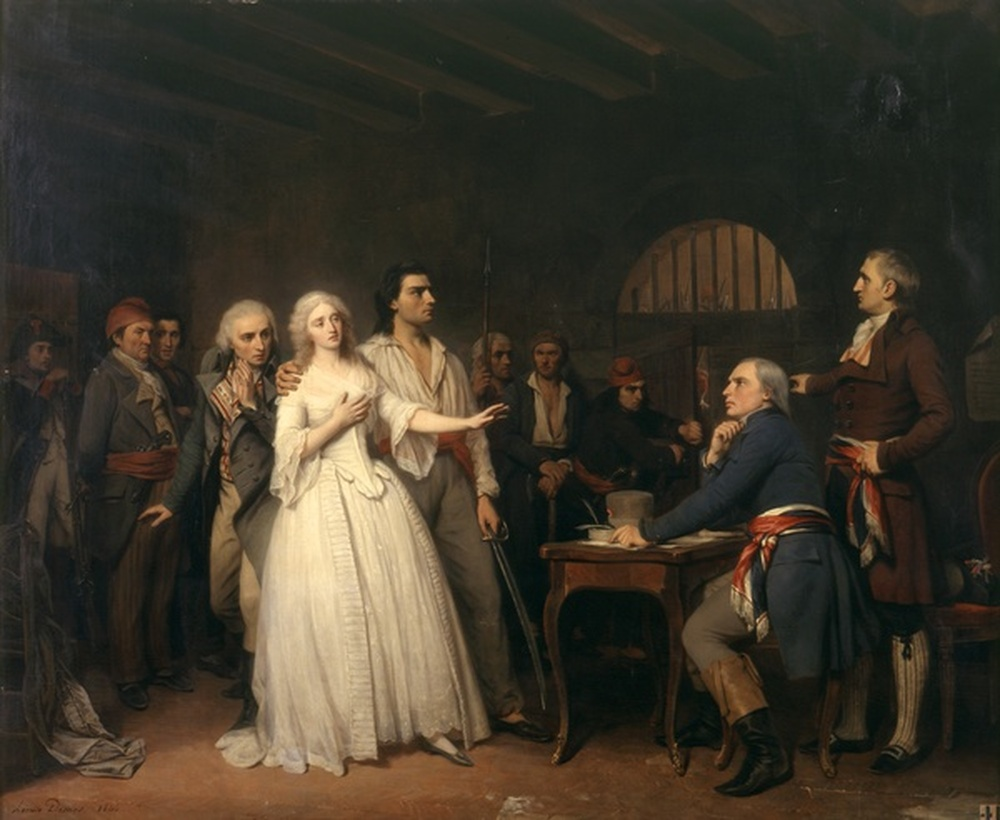
La Condamnation de la princesse de Lamballe (1846) musée d'Art moderne et contemporain de Saint-Étienne Métropole
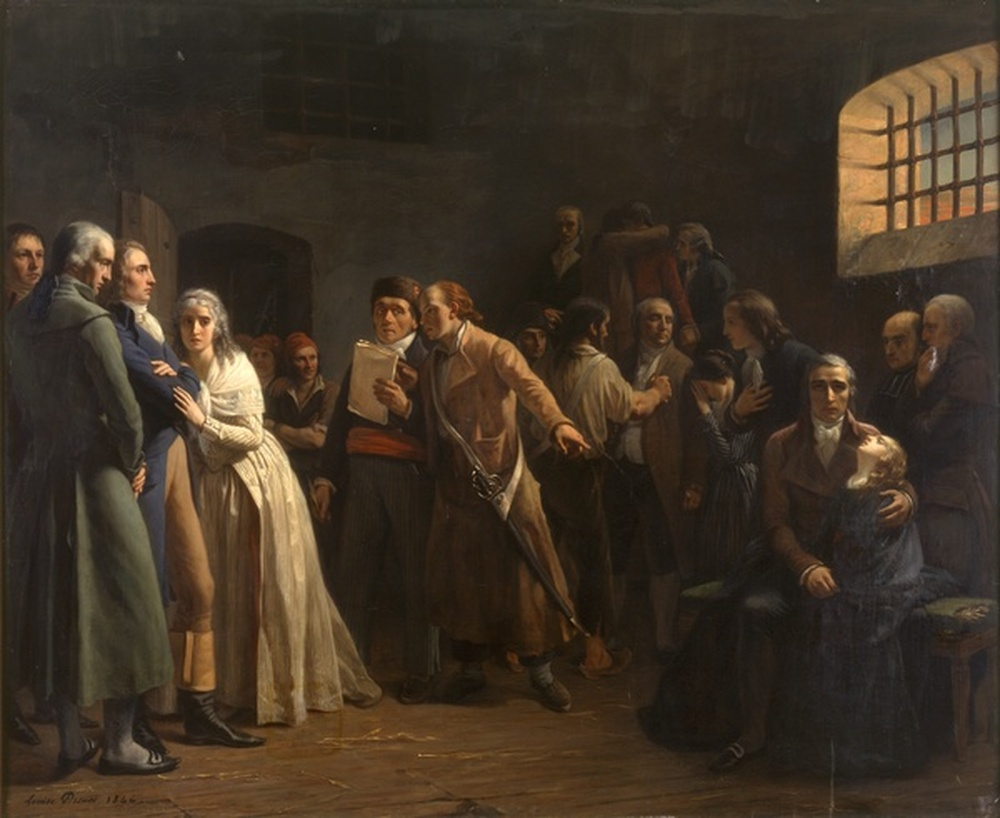
L'Appel des condamnés (1846) musée d'Art moderne et contemporain de Saint-Étienne Métropole
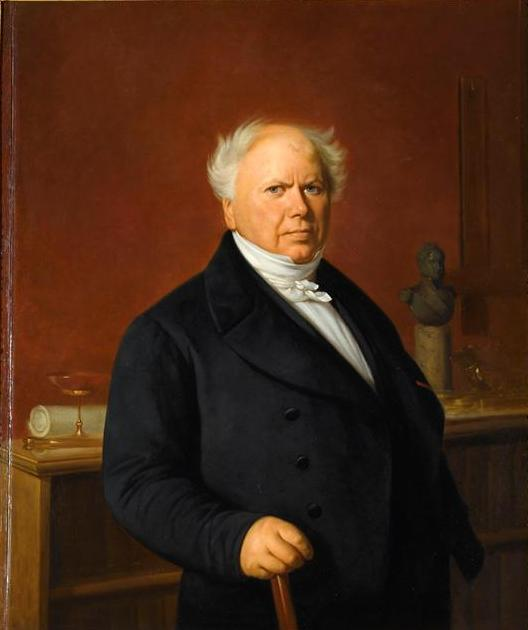
Charles-Frédéric Nepveu (1863), château de Versailles.